# 塔利班歷史
塔利班1994年第一次行动，1996年9月占领阿富汗首都喀布尔，2001年下台，2021年重新控制阿富汗。
1989 年苏联从阿富汗撤军后，阿富汗产生了权力真空，多个相互交战的圣战组织撕裂了该国领土。巴基斯坦的三军情报局帮助了在当时不为人知的坎大哈学生运动，以获取在该地区行使权力的机会。 在 1990 年代，三军情报局长期支持塔利班，让塔利班成为巴基斯坦的盟友，以控制阿富汗。 
塔利班驻扎在赫尔曼德、坎大哈和乌鲁兹甘地区，由普什图人主导，主要由杜兰尼普什图人构成。
最初，阿富汗人厌倦了圣战组织中军阀的腐败、残暴和漫长的战争，因此塔利班取得了巨大的信誉。 当时，一个家庭前往坎大哈时，有男孩和女孩在路途中被强奸和谋杀。有一种传言称，该事件或圣战者匪徒的其他暴行成为了穆罕默德·奥马尔（毛拉·奥马尔）和他的学生的动机。他们发誓要把这些罪犯逐出阿富汗。 另一个可能的动机是，名为“阿富汗过境贸易”（Afghanistan Transit Trade）的巴基斯坦卡车运输黑手党联合其在巴基斯坦政府中的盟友，训练、武装并资助塔利班。他们让塔利班清理阿富汗南部、在通往中亚共和国的公路上行动的匪徒和帮派。
阿富汗塔利班的许多高级领导人，包括穆罕默德·奥马尔，都与巴基斯坦阿科拉哈塔克的 Darul Uloom Haqqania 神学院有密切联系。该神学院由伊斯兰圣战组织的毛拉纳 Sami-ul-Haq 运营，此人经常被称为“塔利班之父”。 
在1979年苏联干预阿富汗后，伊斯兰圣战者与苏联交战。 按照卡罗尔·希伦布兰德教授的说法，一些伊斯兰战士后来转变为塔利班，他说：“西方帮助塔利班对抗苏联，阻止苏联接管阿富汗”。
没有任何正式文件能证明中央情报局直接支持塔利班或基地组织。但是，在1980年代初期，中央情报局和三军情报局（巴基斯坦的跨军种情报机构）向阿富汗人提供了武器支持，以抵抗苏联入侵，也为塔利班日后获取军事支持提供了基础。 三军情报局协助从世界各地召集激进的穆斯林，以对抗苏联。奥萨马·本·拉登是阿拉伯志愿军训练营的主要组织者之一，不过他的组织 Maktab al-Khidamat 完全由沙特资助。 
艾哈迈德·拉希德（Ahmed Rashid）表示，美国在1994年至1996年间通过美国在巴基斯坦的盟友间接地支持塔利班，因为华盛顿政府认为，塔利班反伊朗、反什叶派并且亲西方。一个例证是，1995年，塔利班占领赫拉特并强迫数千名女生辍学时，美国没有发表评论。
在早期，当时的负责南亚和中亚事务的美国助理国务卿罗宾·拉斐尔（Robin Raphel）强烈支持与塔利班接触。 1996 年 4 月和 8 月，她前往阿富汗和巴基斯坦时，支持一个由美国优尼科公司（Unocal Corporation）领导、塔利班支持的输油管道项目。她是第一批亲自会见塔利班的美国高级官员之一。她会见过包括穆罕默德·奥马尔在内的塔利班领导人。在塔利班接管喀布尔后不久，她呼吁国际社会“与塔利班接触”。拉斐尔在协调国务院与塔利班的外交关系方面发挥了重要作用。她赞成塔利班于 1996 年 9 月占领喀布尔，认为这是“积极的一步”。她在早期对塔利班的持续支持让她赢得了“塔利班夫人”和“塔利班教母”的绰号。
1997年底，美国国务卿马德琳·奥尔布赖特开始疏远塔利班，于是优尼科公司退出了中亚管道建设的谈判。
1994 年 10 月至 11 月，塔利班进行了第一次重要军事活动。他们从阿富汗南部的迈万德（Maywand）开始行军，攻占坎大哈市及周边省份。塔利班在这次行动中仅损失了几十人。首先，他们从军阀 Gulbuddin Hekmatyar 手中夺得了一座边境口岸和一座大型弹药库。几周之后，塔利班从另一群实行抢劫的军阀手中解救了“一支试图开辟巴基斯坦到中亚贸易路线的车队”。在接下来的三个月里，这支当时“不为人知的力量”控制了阿富汗 34 省中的 12 省。圣战军阀经常不战而降，“全副武装的民众”也缴械投降。1996 年 9 月，塔利班占领了阿富汗首都喀布尔。 塔利班崛起的因素中有部分是因为政府的两名地方指挥官强奸了一名年轻女孩。 塔利班找到了这两名指挥官，并以绞刑惩处。
根据塔利班对伊斯兰教法的诠释，大量原本在阿富汗合法的活动被禁止，包括：妇女参与就业、教育、体育活动，欣赏电影、电视、视频、音乐、舞蹈、挂画，在体育比赛时鼓掌，放风筝，剪胡须。 

塔利班禁止的物品包括：
猪肉、猪、猪油、任何由人的头发制成的东西、卫星天线、电影摄像和产生愉快音乐的设备、台球、国际象棋、面具、酒精、磁带、电脑、录像机、电视、任何鼓励色情和音乐的东西、葡萄酒 、龙虾、指甲油、鞭炮、雕像、缝纫手册、图片、圣诞贺卡。
男人必须留胡子，长度要到距离下巴根部一拳的距离。 同时也必须剪短头发，必须戴头巾。
塔利班禁止人们持有描绘活物的物品，包括素描、绘画、照片、毛绒动物和玩偶。
劝善惩恶部发布这些规定，然后由他们的“宗教警察”执行。这个宗教警察的概念可能来自瓦哈比派。在新攻下的城镇中，会有数百名宗教警察用长棍殴打违反规定者（通常是没有胡须的男人和没有正确穿着罩袍的女人）。
盗窃者会被切下手掌。强奸犯和谋杀犯会被公开处决。已婚通奸者会被石刑。 在喀布尔，处决的执行地是城市的旧足球场，处决在人群前公开进行。
塔利班尤其限制妇女行动。女性不能工作，不能穿着“刺激和有魅力”的衣服，包括“伊朗长袍”（因为包裹不够严密），不能在没有“男性近亲”（mahram）陪同时乘坐出租车，不能在溪水中洗衣服，不能让裁缝测量身体尺寸。
女性只能在医疗部门工作，因为男性医务人员不能检查女性的身体。塔利班禁止女性就业的政策导致喀布尔等地的许多小学停课。无论男孩还是女孩都同样无法上学，因为这些地区的几乎所有教师都是女性。
女性不能和男性一起上学。这阻碍了阿富汗的绝大多数年轻妇女和女童接受哪怕最初等的教育。
女性必须穿罩袍。这是一种遮盖整个身体的传统服饰，脸上有一块小屏风来观察外界。 塔利班控制首都后，他们的禁令更加严格。1998 年 2 月，宗教警察禁止所有女性在喀布尔街头行走，并发布新规定，命令“户主将窗户涂黑，不能让外人看到女性。”曾经允许的对女生的家教也被禁止。1998 年 6 月，塔利班禁止所有女性到综合医院就诊，只在喀布尔留下了一家女性专用医院。此时，有许多报道称穆斯林女性因违反塔利班对伊斯兰教法的诠释而遭到殴打。
塔利班关闭电影院，禁止音乐，摧毁了数百件被视为多神论的文物，包括一座重要的博物馆和无数的私人艺术收藏品。
一个例子是，在塔利班占领喀布尔后，宗教警察于 1996 年 12 月颁布了法令，禁止各种物品和活动：放音乐、刮胡子、养鸽子、放风筝、陈列图片或肖像、留西方发型、在婚礼上放音乐和跳舞、赌博、施展“巫术”以及不在规定时间祈祷。2001 年 2 月，塔利班用大锤摧毁了阿富汗国家博物馆的代表性艺术品。
本土庆祝活动也不例外。塔利班禁止阿富汗的传统新年庆祝活动。“有一段时间他们还禁止什叶派伊斯兰哀悼月，甚至不许在开斋节表现节日气氛。”阿富汗人民不能举行任何有女性出现的文化庆祝活动。如果庆祝活动中只有男人，就可以举行，但是必须在规定的晚上 7:00 点前结束。
许多塔利班官员略微反对全面禁止娱乐的想法。但是，即使这些官员想要娱乐活动，也希望这些活动遵循繁琐的宗教规范。
2001 年 3 月，塔利班下令拆除巴米扬悬崖边开凿的两尊佛像。其中一座高 38 米（125 英尺），于公元 507 年凿出；另一座高 53 米（174 英尺），于公元 554 年凿出。 联合国教科文组织和许多国家一起谴责了该行为。
此次破坏的意图尚不清楚。最初，穆罕默德·奥马尔赞同保护阿富汗的文化遗产。日本提供了保护佛像的财政援助。然而，几年后的一项法令称，根据伊斯兰律法，禁止任何形式的偶像崇拜。任何表现人物和偶像的物品都必须销毁，包括博物馆的藏品。
巴基斯坦政府（本身是拥有最丰富和最古老的佛教艺术的国家之一）恳求塔利班赦免这两尊佛像。沙特阿拉伯和阿拉伯联合酋长国随后谴责说，这种行为是野蛮的。
2001 年 3 月，塔利班的高级代表赛义德·拉赫马图拉·哈什米 (Sayed Rahmatullah Hashemi) 被任命为巡回大使，访问美国。在他的叙述中，塔利班的行为是理性的，是对联合国教科文组织和一些西方政府表达愤怒的方式。在塔利班摧毁佛像前，这些组织为修复战争中受损的佛像而筹集了一些资金。塔利班曾请求使用这些资金，但被拒绝。塔利班的代表争辩说，塔利班想用这些资金抗旱。然而，塔利班也花费了大量资金和精力来摧毁佛像，而这些资源也本可以用于抗旱。
1998 年夏天发生了最严重的针对平民的袭击。当时，塔利班从赫拉特向北席卷了北部最大的城市马扎里沙里夫。马扎里沙里夫中主要居住着哈扎拉人和乌兹别克人。 塔利班在 1998 年 8 月 8 日上午 10 点进城。接下来的两天里，塔利班开着他们的皮卡车“在马扎里沙里夫狭窄的街道上来回行驶，向两侧射击，杀害所有活物——店主、拉车人 、妇女、正在购物的儿童，甚至山羊和驴子。”据报道，有 8000 多名非战斗人员在马扎里沙里夫和巴米扬被杀。塔利班没有遵从伊斯兰教义里立即下葬尸体的要求，反而禁止任何人在六天内埋葬尸体。尸体在炎热的夏天腐烂并被狗吃掉。在控制马扎里沙里夫时，除了这种无差别屠杀之外，塔利班还搜查并屠杀了哈扎拉族（主要是什叶派）的成员。

塔利班的屠杀可能源于几个因素：种族差异；对什叶派哈扎拉仍然忠于伊朗教友的猜忌；因先前在马扎里沙里夫败北和伤亡而引发的怒火。不过，逊尼派塔利班对什叶派哈扎拉的叛教指控（takfir）可能是主要动机，因为叛教行为在伊斯兰教中可处以死刑。马扎里沙里夫的新省长毛拉·尼亚齐（Mullah Niazi）是事件的指挥官。他在马扎里沙里夫中央清真寺发表的声明中表示：
去年，你们反抗我们，杀了我们的同胞。你们在家里向我们开枪。现在，我们来处置你们了。 哈扎拉人不是穆斯林，所以我们现在必须杀掉哈扎拉人。你要么成为穆斯林，要么离开阿富汗。 无论你去哪里，我们都会抓住你。 如果你向上逃亡，我们会拉住你的脚；如果你向下躲藏，我们会揪住你的头发。
哈扎拉人还遭受了其他攻击。例如，塔利班包围了哈扎拉人在阿富汗中部哈扎拉贾特地区的家园；塔利班拒绝让联合国向巴米扬、古尔、瓦尔达克和加兹尼省的哈扎拉人提供食物。在马扎里沙里夫屠杀的一个月后，塔利班突破了哈扎尔人的防线，接管了哈扎拉贾特。塔利班的进攻再次导致平民被杀，不过没有马扎里沙里夫死亡的那么多。
随后的几年里，人权观察组织等小组记录了多起塔利班部队对哈扎拉人的屠杀。
在战斗人员身份审查法庭上的证词中，关塔那摩监狱关押的俘虏称，塔利班除了强制招募男子当兵外，还强制招募男子担任公务员。
2001 年，美国入侵阿富汗后，塔利班被击败。许多塔利班战士或退出塔利班运动，或撤退到巴基斯坦的避难所。2003 年 5 月和 6 月，塔利班的高级官员宣布塔利班已经重新集结，准备发动游击战，将美军逐出阿富汗。奥马尔（Omar ）将五个作战区分配给达杜拉（Dadullah）等塔利班指挥官。达杜拉负责扎布尔省。
2004 年底，隐居的塔利班领导人穆罕默德·奥马尔宣布谋反，对抗“美国和美国的傀儡”（即阿富汗过渡政府的军队），以“重新夺回我们国家的主权”。
在塔利班重新集结的几年时间里，他们在 2006 年重新升级了叛乱活动。
2020 年 2 月 29 日，美国与塔利班在卡塔尔国首都多哈签署和平协议。协议的正式标题是《为阿富汗带来和平的协议》（Agreement for Bringing Peace to Afghanistan）。该协议的条款包括，所有美国和北约部队撤出阿富汗；塔利班承诺阻止基地组织在塔利班控制的地区开展活动；塔利班与阿富汗政府进行会谈。美国同意，初步计划在 2020 年 7 月之前将美国的兵力从 13,000 人减少到 8,600 人。如果塔利班遵守承诺，美国将在 14 个月内全面撤军。尽管阿富汗政府没有参与会谈，中国、俄罗斯和巴基斯坦依然支持该协议。2020 年 9 月，作为美国和塔利班的多哈协议的一部分，阿富汗政府释放了 5,000 多名塔利班囚犯，其中 400 人曾被判谋杀等重大罪行。阿富汗国家安全委员会声称，许多获释的囚犯作为“专家”返回战场，强化了塔利班的力量。
2021 年初，五角大楼和阿富汗的领导人都相信美国会长期支持喀布尔政府。然而，虽然阿富汗的领导人对美国的人力和支持仍有依赖，拜登总统还是延续了特朗普总统的坚定想法：让美国摆脱无休止的对外战争。拜登政府于 2021 年 4 月宣布，美国将在错过最初的撤军期限后继续撤军，新的期限是 2021 年 9 月 11 日。7 月 8 日，拜登将美国的撤军期限调整为 8 月 31 日。在大部分美军从阿富汗撤出的同时，从 2021 年 5 月 1 日起，塔利班和其激进的联盟一起展开了广泛的攻势。阿富汗国家军队在全国范围内迅速失利并陷入混乱。到 8 月中旬，只有两组作战单位还能运作：喀布尔的第 201 军和第 111 师。塔利班军队占领了米塔拉姆、沙兰、加德兹、阿萨达巴德等城市以及东部地区，于是首都被包围了。在总统阿什拉夫·加尼逃离阿富汗数小时后，首都喀布尔于 2021 年 8 月 15 日被塔利班军队占领。

## 引用文献
1. ↑  Julian West. . London: Daily Telegraph. 2001-09-23. （原始内容存档于2021-08-22） （英语）.
2. ↑  Carlotta Gall. . New York Times. 2010-03-03  [2021-08-17]. （原始内容存档于2021-03-09） （英语）.
3. ↑  Ahmed, Rashid.  [塔利班]. 2000: 98.
4. ↑  Martin, Richard.  [伊斯兰教和穆斯林世界的百科全书]. 2003.
5. ↑  Matinuddin, Kamal.  [阿富汗塔利班现象]. Oxford University Press. 1999: 25-26.
6. ↑  Rashid, Ahmed.  [塔利班]. 2000: 25-29.
7. 1 2  Imtiaz, Ali.  [塔利班之父：Maulana Sami ul-Haq 专访]. The Father of the Taliban: An Interview with Maulana Sami ul-Haq. Issue 2. Volume 4 (The Jamestown Foundation). 2007  [2021-08-17]. （原始内容存档于2021-08-19）.
8. ↑  Haroon Rashid. . BBC Online (英国广播公司). 2003-10-02  [2021-08-17]. （原始内容存档于2012-03-26） （英语）.
9. ↑  William Dalrymple.  [探访伊斯兰教“恐怖学校”]. New Statesman. 2005-03-28  [2021-08-17]. （原始内容存档于2012-01-31） （英语）.
10. ↑  Hillenbrand, Carole.  [伊斯兰教：新版历史介绍]. 伦敦: Thames & Hudson Ltd. 2015: 284. ISBN 978-0-500-11027-0.
11. ↑  Joseph Fitchett. . The International Herald Tribune. 2001-09-26  [2008-11-11]. 原始内容存档于2016-10-17.
12. ↑   [美国“创造”了奥萨马·本·拉登吗？]. U.S. Department of State. 2005-01-14  [2007-01-09]. （原始内容存档于2005-03-10） （英语）.
13. ↑  . CNN.   [2007-01-09]. （原始内容存档于2006-08-21） （英语）.
14. ↑  Raf Sanchez.  [联邦调查局搜查称为“塔利班夫人”的前特使的住所]. Telegraph. 2014-11-07  [2019-09-02]. （原始内容存档于2021-08-23） （英语）.
15. ↑  Bahukutumbi Raman. . Raman's strategic analysis.   [2019-09-29]. （原始内容存档于2021-08-17） （英语）.
16. ↑  Coll, Steve.  [幽灵战争：中央情报局、阿富汗和本拉登的秘密历史，从苏联入侵到 2001 年 9 月 10 日]. Penguin Books. 2004: 300. ISBN 1594200076.
17. ↑  Praveen Swami.  [西方与塔利班的风流韵事]. Lead (The Hindu). 2012-01-18  [2019-09-02]. （原始内容存档于2021-08-20） （英语）.
18. ↑  Gilles Dorronsoro.  [世界孤立了塔利班]. Global Policy Forum. 2001-01  [2019-09-02]. （原始内容存档于2021-08-17） （英语）.
19. ↑  Tom Porter.  [FBI正在调查被称为“塔利班夫人”的美国外交官泄密事件]. International Business Times. 2014-11-21  [2019-09-02]. （原始内容存档于2021-08-17） （英语）.
20. ↑  Bahukutumbi Raman. . Raman's Strategic Analysis. 2008-11-06  [2019-09-29]. （原始内容存档于2021-08-17） （英语）.
21. ↑  Ahmed, Rashid.  [塔利班]. 2000: 27–29 （英语）.
22. ↑  . infoplease.com.   [2014-01-31]. （原始内容存档于2001-10-05） （英语）.
23. ↑  Ahmed, Rashid. . 2000: 1.
24. ↑  Amy Waldman.  [禁止电视，禁止国际象棋，禁止风筝：塔利班的规定列表]. New York Times. 2001-11-22 （英语）.
25. 1 2   [美国人权事务报告 - 阿富汗 2001]. state.gov. 2002-03-04  [2014-01-31]. （原始内容存档于2009-02-06） （英语）.
26. ↑  Rashid, Ahmed. . 2000: 105.
27. 1 2  Rashid, Ahmed. . 2000: 218-219.
28. ↑  Rashid, Ahmed. . 2000: 106.
29. ↑   [塔利班“会杀了女学生”]. BBC News. 2008-12-26  [2010-04-26]. （原始内容存档于2021-08-18） （英语）.
30. ↑   [塔利班再次威胁到女生]. 2009-01-27  [2014-01-31]. （原始内容存档于2021-08-18） （英语）.
31. 1 2  Rashid, Ahmed. . 2000: 70-71.
32. ↑  Rashid, Ahmed. . 2000: 114.
33. 1 2  Wright, Lawrence. . 2006.
34. ↑  Rashid, Ahmed. . 2000: 115-116.
35. ↑   [巴基斯坦和日本为阿富汗佛像求情]. 有线电视新闻网. 2001-03-09  [2007-01-20]. （原始内容存档于2021-02-28） （英语）.
36. ↑  Syed Rahmatullah Hashimi.  [关于塔利班的讲座]. 2001-03-10  [2021-08-17]. 原始内容存档于2008-10-25 （英语）.
37. ↑  Rashid, Ahmed. . 2000: 73.
38. ↑  hrw.org.  [人权观察报告，“阿富汗马扎里沙里夫大屠杀”，1998 年 11 月].   [2014-01-31]. （原始内容存档于2007-12-15） （英语）.
39. ↑  Rashid, Ahmed. . 2000.
40. ↑  hrw.org.  [阿富汗].   [2014-02-05]. （原始内容存档于2021-08-19） （英语）.
41. 1 2  Tohid, Owias & Baldauf, Scott.  [塔利班似乎已经重组且资金充足]. Christian Science Monitor. 2003-05-08  [2007-02-28]. （原始内容存档于2007-08-18） （英语）.
42. ↑  Tohid, Owias.  [塔利班重组进行中]. Christian Science Monitor. 2003-01-27  [2007-02-28]. （原始内容存档于2003-08-19） （英语）.
43. ↑  Carlotta Gall.  [亚洲 / 阿富汗 / 塔利班领导人发誓要回来]. he New York Times. 2004-11-13  [2017-09-08]. （原始内容存档于2021-06-23） （英语）.
44. ↑  Barfield, Thomas.  [阿富汗：文化和政治史]. Princeton University Press. 2012: 327. ISBN 978-0-691-15441-1.
45. ↑  Shereena Qazi.  [阿富汗塔利班与美国签署了旨在结束战争的协议]. Al-Jazeera. 2020-02-29  [2020-03-06]. （原始内容存档于2020-09-12） （英语）.
46. ↑   [美国和塔利班签署协议 结束长达18年的阿富汗战争]. 英国广播公司. 2020-02-29  [2020-03-06]. （原始内容存档于2021-01-05） （英语）.
47. ↑  Manish Rai.  [美国-塔利班协议：印度应制定新战略]. Opedcolumn.news.blog.   [2021-08-18]. （原始内容存档于2021-01-03） （英语）.
48. ↑  Nayanima Basu.  [随着与塔利班的和平谈判在卡塔尔开始，印度强调阿富汗的“国家主权”]. ThePrint. 2020-09-12  [2021-08-18]. （原始内容存档于2021-04-04） （英语）.
49. ↑  Mujib Mashal, Fatima Faizi.  [阿富汗即将释放最后一名塔利班囚犯，以消除谈判的最后障碍]. The New York Times. 2021-08-08  [2021-09-09]. （原始内容存档于2021-08-08） （英语）.
50. ↑  Susannah George.  [“这是一个大问题”：塔利班正在冲进关押数千武装分子的监狱]. The Independent. 2021-08-08  [2021-09-09]. （原始内容存档于2021-08-09） （英语）.
51. ↑  David E. Sanger, Helene Cooper.  [塔利班席卷阿富汗源于美国多年的误判]. The New York Times. 2021-04-14  [2021-08-15]. （原始内容存档于2021-08-15） （英语）.
52. ↑   [报道称，拜登计划在 9 月 11 日之前从阿富汗撤军，错过了 5 月的期限]. MSNBC. 2021-04-13  [2021-04-13]. （原始内容存档于2021-04-13） （英语）.
53. ↑   [拜登称美国对阿富汗的战争将于8月31日结束]. 美联社. 2021-07-08  [2021-07-08]. （原始内容存档于2021-07-08） （英语）.